# Dźwierzno (Couïavie-Poméranie)
Pour les articles homonymes, voir Dźwierzno.
Dźwierzno est un village de Pologne situé en Couïavie-Poméranie, dans le Powiat de Toruń et dans le gmina (commune) de Chełmża.

## Histoire
De 1752 à 1945, Schwirsen fait partie de l'arrondissement de Marienwerder (de) dans le district de Marienwerder au sein de la province de Prusse-Occidentale